# Siska Maton
Siska Maton (13 april 1957) is een gewezen Belgische atlete, die zich had toegelegd op de marathon. Zij nam tweemaal deel aan het wereldkampioenschap halve marathon en behaalde vier Belgische titels op de marathon.

## Biografie
Siska Maton deed aanvankelijk aan veldlopen, maar schakelde daarna over naar de lange afstanden om zich te specialiseren in de marathon. In 1993 werd ze voor het eerst Belgisch kampioene op de marathon, door derde te eindigen in de marathon van Rotterdam. Ze nam dat jaar ook deel aan het wereldkampioenschap halve marathon, waar zij vierenzestigste werd. Ook de volgende twee jaren wist ze in Rotterdam haar Belgische titel te verlengen. In 1995 nam ze voor de tweede keer deel aan het wereldkampioenschap halve marathon. In 1997 volgde in Gent een vierde Belgische marathontitel.

### Clubs
Maton was aangesloten bij Olympic Brugge, AV Molenland en Algemene Brugse AV.

## Belgische kampioenschappen
| Onderdeel | Jaar                   |
| --------- | ---------------------- |
| marathon  | 1993, 1994, 1995, 1997 |

## Persoonlijke records
| Onderdeel | Prestatie | Datum            | Plaats |
| --------- | --------- | ---------------- | ------ |
| marathon  | 2:39.17   | 4 september 1993 | Rijsel |

## Palmares

### 10 mijl
- 1995:  Oostende-Brugge Ten Miles – 1:01.52

### halve marathon
- 1988:  City-Pier-City Loop – 1:15.25
- 1988:  Rapper dan een Ezel in Kuurne – 1:15.30
- 1991:  Rapper dan een Ezel in Kuurne – 1:14.26
- 1992:  Rapper dan een Ezel in Kuurne – 1:14.35
- 1993: 64e op WK in Brussel – 1:17.05
- 1995: 77e op WK in Belfort – 1:20.15
- 1996:  halve marathon van Torhout – 1:19.34

### marathon
- 1988:  marathon – 2:44.26
- 1991: 4e marathon van Frankfurt – 2:40.34
- 1992: 6e marathon van Hamburg – 2:45.30
- 1993:  BK AC in Rotterdam – 2:39.24 (3e overall)
- 1993: 4e marathon van Hamburg – 2:39.37
- 1993:  marathon van Rijsel – 2:39.17
- 1994:  BK AC in Rotterdam – 2:42.10 (12e overall)
- 1995:  BK AC in Rotterdam – 2:43.29 (6e overall)
- 1996:  BK AC in Gent
- 1996: 5e marathon van Hamburg – 2:49.57
- 1997:  BK AC in Gent – 2:49.56
- 1998:  BK AC in Gent – 2:53.04
- 1999:  BK AC in Wezet
- 2000:  BK AC in Torhout – 3:00.03